# Infurcitinea maura
Infurcitinea maura är en fjärilsart som beskrevs av Petersen 1962. Infurcitinea maura ingår i släktet Infurcitinea och familjen äkta malar.
Artens utbredningsområde är Marocko. Inga underarter finns listade i Catalogue of Life.